# Ameonna
Ameonna (雨女?), en la mitología japonesa, es un Yōkai-espíritu femenino, capaz de atraer la lluvia con sólo lamerse la mano. Proviene de una deidad china.

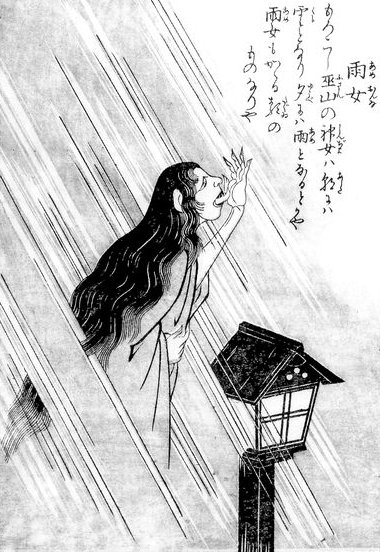
Ilustración de Ameonna por Toriyama Sekien.

En la mañana adopta la forma de una nube y de noche se vuelve lluvia. Su función es la de atraer la lluvia a las plantas, la cual cae por donde pasa. Puede ser vista en las noches lluviosas.

Actualmente el término ameonna, o ameotoko (su equivalente en masculino) se utiliza para expresar "no tener suerte", es la persona a la que la lluvia parece seguirle allá a donde vaya. 
- Datos: Q955406